# ایبی‌کارایی

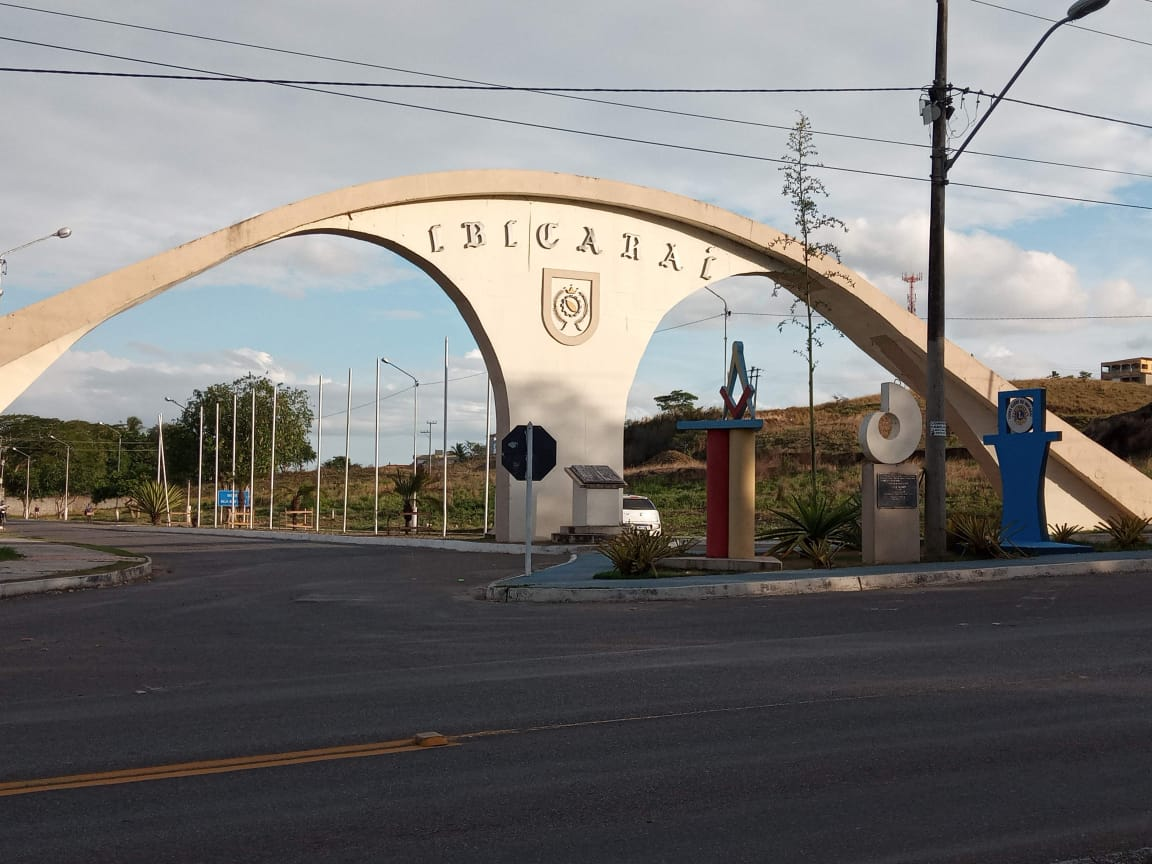
تصویری از دروازه ی ایبی کارایی

ایبی کارایی (به پرتغالی: Ibicaraí) یک منطقهٔ مسکونی در برزیل است که در باهیا واقع شده‌است. ایبی کارایی ۲۱٬۳۷۸ نفر جمعیت دارد.